# Ô Mã Hà
Ô Mã Hà (chữ Hán giản thể: 乌马河区âm Hán Việt: Ô Mã Hà khu) là một quận thuộc địa cấp thị Y Xuân, tỉnh Hắc Long Giang, Cộng hòa Nhân dân Trung Hoa. Quận Ô Mã Hà có diện tích 1254 km², dân số 40.000 người. Mã số bưu chính của quận Ô Mã Hà là 153011. Quận được chia thành các đơn vị hành chính gồm 1 nhai đạo biện sự xứ Ô Mã Hà.